# كماس هويلي
كماس هويلي (الاسم العلمي:Camassia howellii) هو نوع من النباتات يتبع جنس الكماس من الفصيلة الهليونية.